# Paraphelenchidae
Paraphelenchidae är en familj av rundmaskar. Enligt Catalogue of Life ingår Paraphelenchidae i ordningen Aphelenchida, klassen Secernentea, fylumet rundmaskar och riket djur, men enligt Dyntaxa är tillhörigheten istället ordningen Aphelenchida, klassen Adenophorea, fylumet rundmaskar och riket djur. Enligt Catalogue of Life omfattar familjen Paraphelenchidae 5 arter. 
Kladogram enligt Catalogue of Life och Dyntaxa:
| Paraphelenchidae | \| \| Metaphelenchus \| \| \| \| \| \| Paraphelenchus \| \| \| \| |
|                  | \| \| Metaphelenchus \| \| \| \| \| \| Paraphelenchus \| \| \| \| |
|                  | Aphelenchidae                                                     |
|                  |                                                                   |
|                  | Aphelenchoididae                                                  |
|                  |                                                                   |
|                  | Parasitaphelenchidae                                              |
|                  |                                                                   |
|                  | Seinuridae                                                        |
|                  |                                                                   |
|                  | Metaphelenchus                                                    |
|                  |                                                                   |
|                  | Paraphelenchus                                                    |
|                  |                                                                   |

|  | Metaphelenchus |
|  |                |
|  | Paraphelenchus |
|  |                |